# 주기함수
수학에서 주기 함수(週期函數, 영어: periodic function)는 함숫값이 일정 주기마다 되풀이되는 함수이다. 일상적인 예로, 시계 시간은 시간에 대한 함수로서 주기 함수이다. 즉, 시계의 행동은 날마다 똑같다.

## 정의

### 실수 함수
0이 아닌 실수 {\displaystyle t\in \mathbb {R} \setminus \{0\}} 및 실수 부분 집합 {\displaystyle D\subset \mathbb {R} } 및 실수 함수 {\displaystyle f\colon D\to \mathbb {R} }에 대하여, 다음 조건들이 서로 동치이며, 이를 만족시키는 함수 {\displaystyle f}를 주기 함수라고 하고, 실수 {\displaystyle t}를 {\displaystyle f}의 주기(週期, 영어: period)라고 한다.
- 임의의 {\displaystyle x\in D}에 대하여, {\displaystyle f(x+t)=f(x)=f(x-t)}이다.
- {\displaystyle \textstyle f=\bigsqcup _{n\in \mathbb {Z} }T_{nt}(f|_{D\cap I})}인 유한 실수 구간 {\displaystyle I\subset \mathbb {R} }이 존재한다. 즉, {\displaystyle f}의 그래프는 그 "유한한" 제한의 그래프에 대한 거듭된 수평 평행 이동으로 생성된다.
  - 여기서 {\displaystyle T_{t}(g)\colon \operatorname {dom} g+t\to \mathbb {R} }이며, {\displaystyle T_{t}(g)(x+t)=g(x)\ (\forall x\in \operatorname {dom} g)}이다. 즉, {\displaystyle T_{t}}는 함수의 그래프를 수평 방향으로 {\displaystyle t}만큼 평행 이동하는 변환이다.

이에 따라, 다음이 성립한다.
- 임의의 {\displaystyle x\in D}에 대하여, {\displaystyle x+t,x-t\in D}이다.
- {\displaystyle \textstyle D=\bigsqcup _{n\in \mathbb {Z} }(D\cap I+nt)}인 유한 실수 구간 {\displaystyle I\subset \mathbb {R} }이 존재한다.

### 기본 주기
실수 주기 함수 {\displaystyle f\colon D\to \mathbb {R} } 및 실수 {\displaystyle T\in \mathbb {R} }에 대하여, 다음 두 조건이 서로 동치이며, 이를 만족시키는 실수 {\displaystyle T}를 {\displaystyle f}의 기본 주기(基本週期, 영어: fundamental period, primitive period)라고 한다. 이는 존재하지 않을 수 있다.
- {\displaystyle T}는 양의 최소 주기이다.
- {\displaystyle \operatorname {prd} f=T\mathbb {Z} }. 즉, {\displaystyle f}의 주기는 곧 {\displaystyle \ldots ,-2T,-T,0,T,2T,\ldots }이다.

## 성질
실수 주기 함수 {\displaystyle f\colon D\to \mathbb {R} }의 주기와 0의 집합을 {\displaystyle \operatorname {prd} f}로 적자. 즉,
{\displaystyle \operatorname {prd} f=\{t\in \mathbb {R} \colon f(x+t)=f(x)\}}
이라고 하자. 그렇다면, 이는 덧셈에 대하여 닫혀있다. 다시 말해,
- 임의의 {\displaystyle t,u\in \operatorname {prd} f}에 대하여, {\displaystyle t+u,t-u\in \operatorname {prd} f}이다.
- 특히, 임의의 {\displaystyle t\in \operatorname {prd} f} 및 {\displaystyle n\in \mathbb {Z} }에 대하여, {\displaystyle nt\in \operatorname {prd} f}이다.

따라서 {\displaystyle \operatorname {prd} f}는 덧셈에 대한 아벨 군을 이룬다.

### 기본 주기
실수 주기 함수 {\displaystyle f\colon \mathbb {R} \to \mathbb {R} }에 대하여, 다음 두 조건이 서로 동치이다.
- {\displaystyle f}가 기본 주기를 갖지 않는다.
- {\displaystyle \operatorname {prd} f}가 {\displaystyle \mathbb {R} }에서 조밀 집합이다.

만약 주기 함수 {\displaystyle f\colon \mathbb {R} \to \mathbb {R} }가 기본 주기를 갖지 않는다면, 상수 함수이거나, 아니면 모든 곳에서 불연속이다.

## 예
실수를 그 소수 부분으로 대응시키는 함수 {\displaystyle f}는
{\displaystyle \cdots =f(-2.9)=f(-1.9)=f(-0.9)=0.1=f(0.1)=f(1.1)=f(2.1)=\cdots }
{\displaystyle \cdots =f(-2.7)=f(-1.7)=f(-0.7)=0.3=f(0.3)=f(1.3)=f(2.3)=\cdots }
과 같이, 주기 함수이며, 그 기본 주기는 1이다.
삼각 함수는 모두 주기 함수이다. 사인 · 코사인 함수는 {\displaystyle 2\pi }, 탄젠트 함수는 {\displaystyle \pi }를 기본 주기로 한다.
{\displaystyle \sin(x+2\pi )=\sin x}
{\displaystyle \cos(x+2\pi )=\cos x}
{\displaystyle \tan(x+\pi )=\tan x}
상수 함수는 주기 함수이며, 모든 실수를 주기로 갖는다. 따라서, 기본 주기가 없다.
디리클레 함수
{\displaystyle f(x)={\begin{cases}1&x\in \mathbb {Q} \\0&x\in \mathbb {R} \setminus \mathbb {Q} \end{cases}}}
는 주기 함수이며, 모든 유리수를 주기로 갖는다. 따라서, 기본 주기가 없다.

## 같이 보기
- 주파수
- 파동